# Mil (unidad de longitud)
El mil es la mínima unidad de longitud en el sistema inglés de medidas, es la milésima parte de una pulgada. Equivale a 0,0254 milímetros; en otras unidades: 25,4 micrómetros. Se utiliza para medir la longitud de cuerpos vistos con microscopios y se suele emplear en Estados Unidos y Latinoamérica para medir espesores y longitudes muy cortas en áreas técnicas (como aplicación de pinturas, maquinado de piezas o calibres de alambre (cable) eléctrico).

## Equivalencias
Un mil es igual a:
- 0,001 pulgadas
- 0,000083333333333 pies
- 0,000027777777777778 yardas
- 0.00000001578282 millas
- 0,0254 milímetros
- 0,00254 centímetros
- 0,000254 decímetros
- 0,0000254 metros
- 0,00000254 decámetros
- 0,000000254 hectómetros
- 0,0000000254 kilómetros